# Gian Giacomo Veneroso
Gian Giacomo Veneroso, né le 6 avril 1701 à Gênes et mort le 17 novembre 1758 à Chiavari, est un homme politique italien, 163e doge de Gênes du 23 juin 1754 au 23 juin 1756.

### bibliographie
- (it) Sergio Buonadonna et Mario Mercenaro, Rosso doge. I dogi della Repubblica di Genova dal 1339 al 1797, Gênes, De Ferrari, 2007